# Saskhori
Saskhori (gruzínsky სასხორი) je hlavní vesnice v historické oblasti Erco-Tianetie na severovýchodě Gruzie.